# Far Rockaway
Far Rockaway est un quartier situé dans la partie orientale de la péninsule de Rockaway, dans l'arrondissement du Queens, à New York. C'est le quartier le plus à l'est de la péninsule de Rockaway. 

## Situation
Le quartier s'étend de Beach 32nd Street à l'est jusqu'à la limite du comté de Nassau. Sa limite sud est l'océan Atlantique ; c'est l'un des quartiers bordant Rockaway Beach.
Far Rockaway est situé dans le district communautaire 14 du Queens et ses codes postaux sont 11691 et 11693. Il est contrôlé par le 101e arrondissement du département de police de la ville de New York.

## Personnalités nées à Far Rockaway
- Folorunso Fatukasi (1995-), joueur de football américain des Jets de New York
- Mary Gordon (1948-), écrivaine
- Margo Guryan (1937-2021)[3], pianiste et autrice-compositrice-interprète